# Katarische Eishockeyliga
Die Katarische Eishockeyliga (englisch Qatar International Ice Hockey League, kurz QIIHL) ist die höchste Eishockeyspielklasse in Katar. 

## Geschichte
Die katarische Eishockeyliga wurde im Jahr 2003 gegründet. Die Meisterschaftsspiele finden in der Regel freitags auf dem dauerhaft installierten Eishockeyspielfeld namens Villaggio Ice Rink in der Villagio Shopping Mall in Doha, welcher die von der Internationalen Eishockey-Föderation IIHF vorgeschriebene Größe hat, statt. In der Liga spielen neben einheimischen Spielern vor allem Kanadier und Europäer. Aufgrund der unterschiedlichen Erfahrung der Spieler ist die Liga in zwei Divisionen (A und B) aufgeteilt. Neben der QIIHL findet seit 2007 der sogenannte Desert Cup in Katar statt. Zukünftig soll eine Mannschaft in der Liga antreten, die ausschließlich aus Spielern aus Katar besteht, um mit diesem Spielerpool eine eigene Eishockeynationalmannschaft aufzustellen. Eine diesbezügliche Anfrage durch die QIIHL wurde beim Nationalen Olympischen Komitees Katars gestellt.
Neben dem Eishockey fördert die katarische Eishockeyliga auch weitere Wintersportaktivitäten in Katar. So gehörte sie 2010 zu den Organisatoren des katarischen Qualifikationsturniers für Red Bull Crashed Ice.

## Teilnehmer 2011/12

### Division A
- RasGas
- Sundogs
- Hammerheads

### Division B
- SandVipers
- Breakers
- Canadians

## Meister seit 2005
- 2010/11: RasGas
- 2009/10: Sand Vipers
- 2008/09: European Fitness Club[4]
- 2007/08: Hammerheads
- 2006/07: Breakers
- 2005/06: Desert Heat